# Distrito de Godavari Este
Godavari Este (en telugú: తూర్పు గోదావరి జిల్లా) es un distrito de India en el estado de Andhra Pradesh. Código ISO: IN.AP.EG. El centro administrativo es la ciudad de Kakinada.

## Demografía
Según el censo de 2011, contaba con una población total de 5 151 549 habitantes.

## Ciclones
En diciembre de 1789, el puerto de Coringa ―en la región del delta del río Godavari― fue golpeado por una marejada ciclónica de varios metros de altura, que destruyó el puerto y mató a 20.000 personas.
El 16 de noviembre de 1839, otro desastroso ciclón golpeó el este de la India con vientos y una gigante marejada. El puerto de Coringa volvió a ser destruido, y murieron más de 20.000 personas.
En 1848 Henry Piddington, oficial inglés de la Compañía Británica de las Indias Orientales, acuñó la palabra cyclone (‘ciclón’) para describir la devastadora tormenta de diciembre de 1789 en Coringa.